# Кіндельбрюк
Кіндельбрюк (нім. Kindelbrück) — місто в Німеччині, розташоване в землі Тюрингія. Входить до складу району Земмерда. Центр об'єднання громад Кіндельбрюк.
Площа — 13,29 км2. Населення становить Невірний параметр metadata 16 068 029 ос. (станом на 31 грудня 2021).

## Галерея

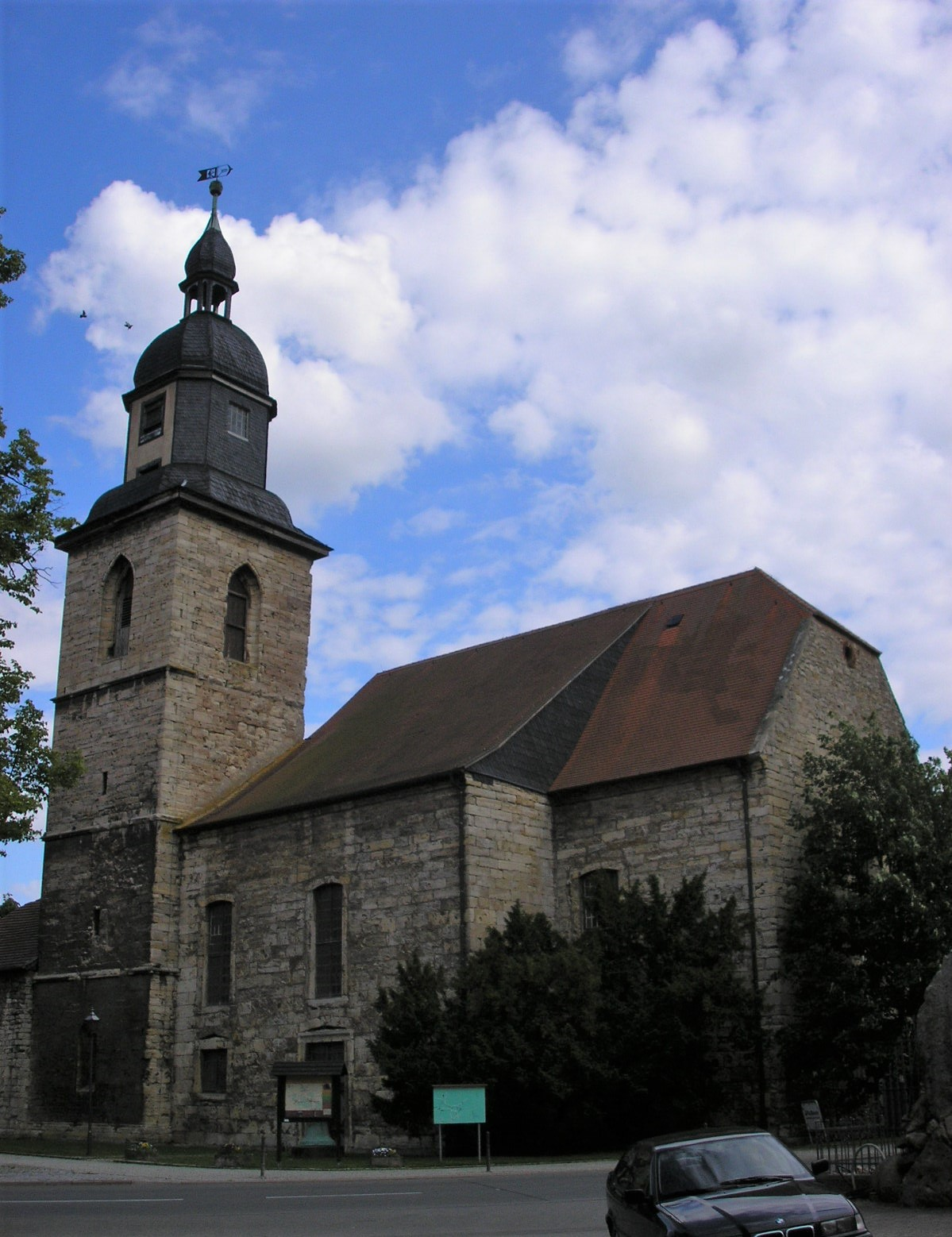